# Liu Bocheng
Liu Bocheng, född 14 december 1892, död 7 oktober 1986, var en kommunistisk kinesisk general och politiker som var en ledande expert i mobil krigföring.
Liu studerade vid en militärhögskola i Chengdu och blev klar med sin militära utbildning 1911. Under stridigheterna under och efter Xinhairevolutionen förlorade Liu ett öga och blev därefter känd som "den enögde draken" (独眼龙).
Åren 1937–47 var Liu befälhavare över den 129:e divisionen i den Åttonde routearmén, där han jobbade nära med den politiske kommissarien Deng Xiaoping. 1948–49 ledde han den Andra fältarmén i slutskedet av det kinesiska inbördeskriget.
1955 blev han utnämnd till marskalk av Folkrepubliken Kina tillsammans med nio andra veteraner från kriget.